# Halle- och Hunnebergs platåer
Halle- och Hunnebergs platåer är ett naturreservat inom Ekopark Halle- och Hunneberg i nordvästra Västergötland. Det är beläget i  Flo socken i Grästorps kommun. Det bildades 1982, samtidigt som dess systerreservat Halle-Hunnebergs platåer. 
Reservatet omfattar stora delar av bergen Hallebergs och Hunnebergs platåer. Bergens branter är skyddade av naturreservatet Halle- och Hunnebergs rasbranter.
Det finns flera sjöar på platåerna. De största sjöarna på Hunneberg är Bergsjön, Grinnsjön, Gårdsjön, Alsjön, Långevattnet, Eldmörjan och Ekelundssjön. På Halleberg finns Hallsjön.